# Zethus lobulatus
Zethus lobulatus är en stekelart som beskrevs av Henri Saussure 1856. Zethus lobulatus ingår i släktet Zethus och familjen Eumenidae. Inga underarter finns listade i Catalogue of Life.